# Nereson Glacier
Nereson Glacier är en glaciär i Antarktis. Den ligger i Västantarktis. Inget land gör anspråk på området. Nereson Glacier ligger 242 meter över havet.
Terrängen runt Nereson Glacier är platt åt sydväst, men åt nordost är den kuperad. Trakten är obefolkad. Det finns inga samhällen i närheten.